# Église de l'université de Tartu
L'église de l'université de Tartu (en estonien : Tartu Ülikooli kirik) était une église de l'Église évangélique-luthérienne estonienne située à Tartu en Estonie.

## Présentation
L’église est construite en 1860, à l’adresse Jakobi tänav 1, derrière le bâtiment principal de l'université de Tartu. Il était utilisé par la congrégation de l'Université de Tartu.
En 1948, l'église est retirée de la paroisse pour être utilisée comme bâtiment d'enseignement et le mobilier est démonté. Certains des meubles, l'autel, la chaire, les bancs et les cloches du clocher, ont été transportés à l'église Saint-Nicolas de Põltsamaa (et), qui était en cours de restauration, et ils y sont toujours utilisés. 
Cependant, l'orgue, qui a été fabriqué dans l'atelier du maître Herbert Kolbe de Riga  en 1926, a été transporté dans la salle de concert du théâtre d'Estonie.
En 1956, la salle paroissiale est transformée en bibliothèque et divisée en quatre étages avec des faux plafonds en béton armé.
Le bâtiment a été utilisé comme bibliothèque d'étude de l'Université de Tartu, nommée Tuubikum.
En 2023, le bâtiment abrite salle de cinéma Tartu Elektriteater (et) .

### Liens  externes
- Ressource relative à l'architecture :   - Kultuurimälestiste
- Ressource relative à la musique :   - MusicBrainz